# U.S. Highway 319
Der U.S. Highway 319 (auch U.S. Route 319 oder US 319) ist ein Highway, der auf 488 km Länge von Apalachicola in Florida bis Wadley in Georgia verläuft. Der Highway ist eine Nebenroute des U.S. Highway 19.

## Verlauf

### Florida
Der Highway beginnt in Apalachicola und führt zunächst zusammen mit dem U.S. 98 entlang der Golfküste bis nahe Crawfordville. Anschließend biegt er nach Norden ab und durchquert Tallahassee, wenig später wird die Grenze zu Georgia erreicht. Der Highway verläuft in Florida auf 140 km Länge.

### Georgia
Von der Grenze zu Florida südwestlich von Thomasville bis Wadley, wo der Highway auf den U.S. 1 trifft und endet, verläuft der Highway auf 348 km Länge.